# Чепелі (Золочівський район)
Че́пелі — село в Україні, у Підкамінській селищній громаді Золочівського району Львівської області. Колишній орган місцевого самоврядування — Пеняківська сільська рада, якій були підпорядковані села Чепелі, а також Пеняки, Літовище, Малинище. Населення становить 352 особи.

## Розташування
Відстань до обласного центру становить 146 км, що проходить автошляхом обласного значення; до колишнього райцентру становить 36 км, що проходить автошляхом місцевого значення. Відстань до найближчої залізничної станції Броди становить 37 км.

## Населення
У 1880 році в селі мешкало 616 осіб, з них: 586 українців, 3 поляків, 27 юдеїв. 1910 року в селі мешкало 711 осіб, з них: 703 українців, 5 поляків, 3 юдеїв. 1935 року в селі було 645 українців.

## Історія

### Від першої згадки й до 1939 року
Найдавніша писемна згадка датується 1454 роком.
У 1552 році село належало до золочівського ключа.
У 1598 році «золочівський ключ» (місто і понад 60 сіл) набув польський шляхтич, воєвода любельський Марек Собеський гербу Яніна. Після смерті Марека Собеського у 1605 році його маєтності успадкував його син Якуб Собеський. Після одруження 16 травня 1627 року з Софією Теофілею Даниловичівною, як посаг за дружиною до його маєтностей додалися фактично усі маєтки Жолкевських і частина майна Даниловичів, у тому числі й «маркопільський ключ», до складу якого входили й Чепелі. По смерті Якуба Собеського у 1646 році маєтками керувала Софія Теофілія Собеська.
Під час національно-визвольної війни через село проходило козацьке військо під проводом полковників Данила Нечая, яке близько трьох місяців тримало в облозі Бродівський замок. Козацько-татарське військо, що поверталося після перемоги над військом Речі Посполитої у битві під Пилявцями 1648 року, увійшло на територію Львівської землі з боку Збаража і Тернополя. У 1649 році найбільш спустошеними селами були Голубиця, Літовище, Пеняки, Шишківці, Чепелі, Гнідава, Мильне та Маркопіль. Про спустошення села у 1649 році присягу перед польською владою складав мешканець Чепелів Хведір Козак. За його словами було спалено церкву, корчму, людей вбито або забрано в ясир, через що жодного податку сплатити не було змоги.
Згодом село опинилося у власності князя Михайла Казимира Радзивілла, оскільки він 1658 року одружився з донькою Якуба та Софії Теофілії Собеських Катажиною. 1716 року Пеняки, Голубиця та Чепелі перейшли у власність французького дворянина Ф. Дипонта.
У 1772 році Галичина опинилася під пануванням Австрії.
У другій половині XVIII століття власником Чепелів був коронний ловчий Антоній Бельський. Його донька Анеля, що 1784 року вийшла заміж за колекціонера мистецьких творів, камердинера польського двору Ігнація Мйончинського. У 1814 році Анеля заснувала у Пеняках католицьку парафію та спорудила костел, а у 1822 році запросила туди єзуїтів, котрі створили місіонерський осередок, що діяв до 1853 року. До парафії належали містечко Маркопіль, села Батьків, Чепелі, Голубиця, Гута-Пеняцька, Літовище, Лукавець, Шишківці та Звижень. По смерті Ігнація і Анелі Мйончинських маєтності у 1832 році успадкував молодший син Матеуш. Ще 1830 року Матеуш одружився з донькою графа Марцелія Мар'яна Потоцького гербу Золота Пилява Клементиною. У шлюбі народилася донька Альфонсина, яка у другій половині ХІХ століття стала дружиною графа Володимира Дідушицького. У 1894 році Чепелі як посаг отримала дочка Дідушицьких — Марія, яка вийшла заміж за графа Тадеуша Ценського. По смерті Тадеуша Ценського у 1925 році, останнім власником села був його син Ян Ценський.
У міжвоєнний період в Чепелях діяли осередки руханково-пожежного товариства «Луг» та товариства «Просвіта». Також діяла сільська однокласова школа, де навчалося 78 українських дітей.

### Закінчення війни та діяльність УПА (1944—1953)
5 вересня 1947 року загін стрибків на чолі з дільничним села Чепелі Лиховидом та Поповим, після чергового доносу місцевих сексотів, навідалися з обшуком до місцевої мешканки Антоніни Борщевської. Під час обшуку вилучили (пограбували) у неї останнє збіжжя, яке вона, здавши контингент, тримала для себе.
Під час каральної операції «Захід», проведеної уряду СРСР проти УПА, 22 жовтня 1947 року з села до Казахстану та віддалених районів Сибіру примусово депортували родини Ярини Джурило.
25 серпня 1948 року у селі за нездачу контингенту заарештовано Федуся Івана, Якимчук Параньку, Максиміва Степана, арештованих доправлено до району. 30 березня 1949 року Максимів Степан засуджений до 25 років виправно-трудових таборів з обмеженням у правах на 5 років (стаття 54-1а КК УРСР). Вивезений до Воркутинського ВТТ (Комі АРСР). 23 травня 1950 року Чепелі міліціонер Гаврисюк і лейтенант зі Львова за те, що місцева мешканка Вегера Тетяна повідомила упівців про прибуття до Чепелів карального загону МГБ, її було заарештовано та піддано важким тортурам. Також були заарештовані Максимів Андрей та Тивонюк Павло через те, що хтось підкинув до їхнього столу ключі від приміщення сільської ради, коли вони чергували. Тортурам піддано Максиміва Андрея. Упродовж, 18—27 червня 1950 році у так званих Пеняцьких лісах відбулася велика облава, у якій брало участь близько 5 000 «стрибків». На початку серпня 1950 року в селі налічувалося 2 комсомольців, дільничим міліціонером був старшина Форостяний, а уповноваженим по селу — лейтенант Пагодін. 1 січня 1951 року вночі загоном стрибків обложено село та сільський цвинтар. Зранку розпочалася облава, у якій брало участь 50 «стрибків». Проведено обшуки у декількох оселях, під час яких в будинках копали ями, валили печі, а цвинтарі також щось шукали, причому завалили кілька надмогильних пам'ятників. 9 лютого 1951 року відбулася схожа облава «стрибків».

### Радянський період (1944—1991)
Вже по закінченню другої світової війни село почало поступово відбудовуватися. Утворений колгосп «Вільна Україна» з садибою у Чепелях. Від початку 1951 року пройшло укрупнення колгоспів, таким чином пеняцький колгосп імені Франка об'єднано з чепелівським колгоспом «Вільна Україна» та створений колгосп імені М. І. Кузнецова з центральною садибою (конторою) у Пеняках.

## Пам'ятки

### Церква Перенесення мощей Святого Миколая
В селі була дерев’яна церква Перенесення мощей Святого Миколая, споруджена ще до 1832 року. Парохом її був отець Теодор (Федір) Головацький. При церкві діяла парафіяльна школа. З часом стара церква стала не придатна для проведення богослужінь та була розібрана, а на її місці 1868 року поставлено нову дерев'яну церкву. Парохом у 1910 році був отець Петро Гарасимів. Вона згоріла під час першої світової війни. У 1922 році громада села для тимчасового користування переробила на каплицю будинок колишньої плебанії, використавши залишки матеріалів зруйнованої святині. Каплиця була освячена на честь Перенесення Мощів святого Миколая. Упродовж 1942—1952 років парохом церкви був отець Володимир Гончар. 1952 року отець Володимир заарештований, а храм-каплицю закрито. Із закриттям церкви, церковне майно люди позабирали по хатах і таємно його переховували. З церкви місцеве партійне керівництво зробило колгоспний архів. На цвинтарі люди зробили невелику капличку з шиферу, куди і сходились на молитву. Через те, що в селі не було священика, всім цим керувала старенька дячиха Парасковія Галушка. Колгоспний архів у приміщені церкви проіснував недовго, тому парафіяни інколи знаходили спосіб зайти і провести молитву в церкві. Від 1987 року до села доїжджав з Підкаменя отець Степан Пиріг. Люди почали таємно відновлювати церкву.
У 1988 році після письмових звернень парафіян у різні державні інстанції громада отримала дозвіл на офіційне відкриття церкви, але Московського патріархату. У січні 1989 року на парафії служив отець Богдан Чурило. За ініціативи голови ДП «Військове сільськогосподарське підприємство „Земля і воля“» Михайла Паталія, 1990 року відновили старий фундамент церкви, яка стояла на цьому місці до першої світової війни. Згодом на спонсорські кошти підприємства та пожертви зібрані парафіянами розпочали будівництво нової церкви.
Після виходу УГКЦ з підпілля майже всі парафіяни залишалися при своєму православному священику отцеві Богдану, лише близько 5—7 родин відвідували Богослужіння до греко-католицької церкви Покрови Пресвятої Богородиці у Пеняках, де правив о. Володимир Дітчик. 1992 року отець Богдан Чурило перейшов до УГКЦ. Село цей перехід прийняло спокійно. Від 1993 року на парафії служили о. Володимир Дмитерко, о. Ярослав Думінський та о. Микола-Захарій Віновський. 1997 року новозбудований храм Перенесення мощей святого Миколая був освячений єпископом Зборівської єпархії УГКЦ о. Михайлом Колтуном. 2009 року адміністратором на Чепелівську парафію призначений о. Богдан Цінцірук. При церкві діє братство «Найсвятішого Серця Христового». Нині парафія храму, очолювана отцем Богданом Цінціруком. як і сам храм належать до Бродівського деканату Сокальсько-Жовківської єпархії УГКЦ.
22 лютого 2017 року загорілася захристія храму Перенесення мощей Святого Миколая. Парафіяни вчасно загасили пожежу, чим врятували храм.

### Пам'ятники, визначні місця

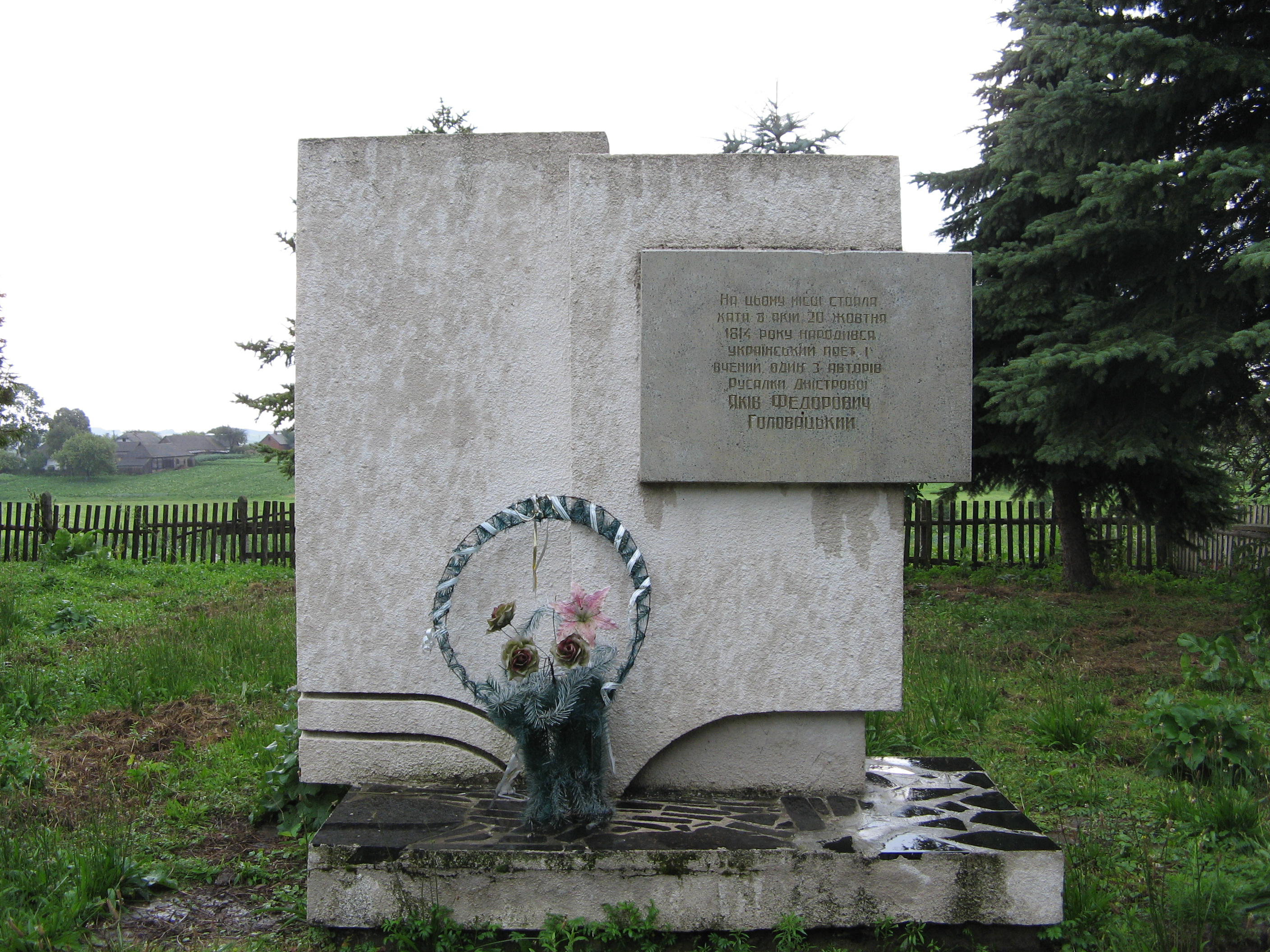
Пам'ятний знак, встановлений на місці родинного обійстя Головацьких

- Пам'ятний знак, роботи архітектора Ярослава Руцького, встановлений на місці родинного обійстя Головацьких, де у 1814 році народився Яків Головацький.

## Відомі люди

### Власники села
- Анджей Гурка — польський шляхтич, магнат, державний діяч Королівства Польського.
- Марек Собеський — польський шляхтич, урядник, політичний, державний і військовий діяч Речі Посполитої. Представник шляхетського роду Собеських гербу Яніна. Дід короля Яна III.
- Якуб Собеський — шляхтич Речі Посполитої, державний, політичний і військовий діяч Речі Посполитої. Представник шляхетського роду Собеських гербу Яніна. Краківський каштелян. Воєвода белзький і руський.
- Софія Собеська — шляхтянка Королівства Польського русинського походження, донька руського воєводи Івана Даниловича і Софії з Жолкевських, внучка Станіслава Жолкевського. Дружина Якуба Собеського та мати короля Яна ІІІ.
- Михайло Казимир Радзивілл «Рибонька» — князь, магнат, державний і військовий діяч Великого Князівства Литовського Речі Посполитої. Гетьман великий литовський.
- Антоній Бельський — польський шляхтич, коронний ловчий, староста червоноградський.
- Дідушицький Володимир — польський граф українського походження, меценат, колекціонер, політичний діяч, власник Пеняцького маєтку.
- Матеуш Мйончинський — граф, польський громадський діяч, меценат і власник маєтків у Галичині[31].
- Тадеуш Ценський — галицький польський політик і громадський діяч. Сенатор II Речі Посполитої.
- Ян Ценський — польський релігійний діяч, священик, єдиний (таємний) єпископ латинського обряду в Україні.

### Освіта, наука
- Петро Головацький — український журналіст, переклалач, педагог[32].
- Яків Головацький — український лінгвіст, етнограф, фольклорист, історик, поет, священик УГКЦ, педагог, громадський діяч українського національного відродження першої половини XIX століття. Співзасновник об'єднання «Руська трійця», співавтор збірника «Русалка Дністровая»[33].

### Церква
- Гончар Ісидор — ієромонах Чину Святого Василія Великого, парох УГКЦ м. Херсона (1993—2000).

### Учасники визвольних змагань
- Маслюк Йосип Андрійович — керівник Підкамінського районного проводу ОУН (квітень — липень 1951). Лицар Бронзового хреста бойової заслуги УПА. Загинув поблизу села[34].
- Свиридюк Йосиф (псевдо — «Дуб»; 1907, Чепелі — 2 січня 1945, Чепелі) — станичний УПА, освіта — 4 класи народної школи. Член ОУН з 1940 року. Загинув в бою з підрозділом у січні 1945 року[35].
- Свиридюк Іван (псевдо — «Кобзар»; 1910, Чепелі — 21 січня 1945, Чепелі) — стрілець УПА, освіта — 4 класи народної школи. Робітник на примусових роботах у Німеччині (1941—1942), працівник станиці УПА (1943—1944). Загинув в бою з підрозділом 2 січня 1945 року[36].